# Itamaraju (ort)
Itamaraju är en ort i Brasilien.   Den ligger i kommunen Itamaraju och delstaten Bahia, i den östra delen av landet, 900 km öster om huvudstaden Brasília. Itamaraju ligger 89 meter över havet och antalet invånare är 47 628.
Terrängen runt Itamaraju är platt åt sydväst, men åt nordost är den kuperad. Det finns inga andra samhällen i närheten.
Omgivningarna runt Itamaraju är huvudsakligen savann. Runt Itamaraju är det ganska glesbefolkat, med 25 invånare per kvadratkilometer.